# メロウ・キャンドル
メロウ・キャンドル（Mellow Candle）は、プログレッシブ・フォーク・ロック・バンドである。アイルランド人を中心に結成され、メンバーは非常に若く、サイモン・ネイピア・ベルのSNBレコードから最初のシングル「Feeling High」をリリースした1968年には、クロダー・シモンズはまだ15歳、アリソン・ブール（後のオドンネル）とマリア・ホワイトは16歳で、まだ学校に通っていた。
1972年までに、ラインナップはギターのデイヴ・ウィリアムズ、ベースのフランク・ボイラン、ドラムのウィリアム・マレイが加入して拡大した。このラインナップが整うと、バンドは唯一のアルバム『抱擁の歌』（デラム・レコード）をリリースしたものの、当時は商業的に成功することはなかった。しかし、長年にわたり、このバンドによる唯一のアルバムは、多くの批評家の称賛を受けるようになり、オリジナル盤は現在、非常に貴重なものとなっている。ボイランは後にスティーヴ・ボリル（元スパイロジャイラ）へ交代したが、その後まもなくバンドは解散した。

## メロウ・キャンドル後
バンド解散後、シモンズはシン・リジィ、ジェイド・ウォリアー、マイク・オールドフィールドと仕事した。ボイランはゲイリー・ムーアと共演し、マレイはケヴィン・エアーズ、アメイジング・ブロンデル、マイク・オールドフィールド、ポール・コゾフのアルバムに貢献した。
1991年、彼らのシングル「Silver Song」は、オール・アバウト・イヴにカバーされ、シングル「Farewell Mr. Sorrow」のいくつかのバージョンのB面に収録された。
1996年には、後にアルバム『抱擁の歌』でリリースされた多くの曲の初期バージョンを含む、バンドによる未発表マテリアルのコレクションであるアルバム『The Virgin Prophet』がリリースされた。これらのセッションのいくつかは、ドラムにキャラヴァンのリチャード・コフランをフィーチャーしていたが、彼を含むセッションは『The Virgin Prophet』には収録されていない。
1996年、シモンズは東京に拠点を置くエヴァンジェル・レコードから1997年にリリースされた『バンシー・ボイス (Six Elementary Songs)』をレコーディングした。
1999年に、シモンズは、ラッセル・ミルズのアルバム『Pearl + Umbra』のために、ジェイムズ・ジョイスの詩「Golden Hair」のシド・バレットによるバージョンを録音した。2006年から2007年の間、ブライアン・イーノ、ロジャー・イーノ、映画音楽作曲家カーター・バーウェル、ハフラー・トリオのアンドリュー・マッケンジー、スティーヴン・ウィルソン、コリン・ポッター（ナース・ウィズ・ウーンド）、ロバート・フリップ、パーシー・ジョーンズなどと一緒になって、「Fovea Hex」という音楽プロジェクトにシモンズが参加した。このプロジェクトは、ピッチフォーク・メディアによって好意的にレビューされた。また2006年に、シモンズはカレント93のアルバム『Black Ships Ate The Sky』で「Idumaea」の1バージョンを、マトモスのEP『For Alan Turing』で「Cockles and Mussels」の1バージョンを演奏した。
2006年、オドンネルはIsabel Ni Chuireainとのリーダー・アルバム『Mise Agus Ise』で、デヴィッド・ウィリアムズおよびフランク・ボイランと再会した。2008年のStatic CaravanからのEP『The Fabric of Folk』（英国のフォーク/ロック・バンド「The Owl Service」とのコラボレーション）が続き、彼女のデビュー・ソロ・アルバム『Hey Hey Hippy Witch』が2009年末にFloating Worldからリリースされた。

## メンバー
- アリソン・オドンネル (Alison O'Donnell) - ボーカル ※アリソン・ブール、アリソン・ウィリアムズとも名乗る
- クロダー・シモンズ (Clodagh Simonds) - ボーカル、ピアノ
- デヴィッド・ウィリアムズ (David Williams) - ギター、ボーカル
- フランク・ボイラン (Frank Boylan) - ベース、ボーカル
- ウィリアム・マレイ (William Murray) - パーカッション
- スティーヴ・ボリル (Steve Borrill) - パーカッション

## ディスコグラフィ

### アルバム
- 『抱擁の歌』 - Swaddling Songs (1972年)
- The Virgin Prophet (1994年)

### シングル
- "Feeling High" / "Tea With The Sun" (1968年)
- "Dan The Wing" / "Silversong" (1972年)